# اکساکنت
اکساکنت (به لاتین: Akçakent) یک منطقهٔ مسکونی در ترکیه است که در کیرشهر واقع شده‌است.

## خصوصیات
اکساکنت ۱٬۴۰۴ متر بالاتر از سطح دریا واقع شده‌است.